# 4-tert-Butylphenol
4-tert-Butylphenol ist eine chemische Verbindung aus der Gruppe der Phenole.

## Gewinnung und Darstellung
4-tert-Butylphenol kann durch Reaktion von Phenol mit tert-Butanol in Wasser bei hohem Druck und Temperaturen um 250 °C gewonnen werden, wobei auch 2-tert-Butylphenol entsteht. Es kann auch durch Reaktion von Phenol mit Isobutylen gewonnen werden, wobei auch 3-tert-Butylphenol entsteht.

## Eigenschaften
4-tert-Butylphenol ist ein brennbarer weißer Feststoff mit phenolartigem Geruch, der sehr schwer löslich in Wasser ist. Er zersetzt sich beim Erhitzen, wobei Kohlenmonoxid und Kohlendioxid entstehen.

## Verwendung
4-tert-Butylphenol wird zur Herstellung von Kunstharzen, hauptsächlich als Monomer für die Herstellung von Polycarbonaten, Phenolharzen und Epoxidharzen verwendet. In der EU ist 4-tert-Butylphenol als Aromastoff unter der FL-Nummer 04.064 zugelassen.

## Sicherheitshinweise
4-tert-Butylphenol hat depigmentierende Eigenschaften und kann Allergien sowie leukodermaartige Veränderungen auslösen. Es gibt Hinweise, das 4-tert-Butylphenol in der Umwelt als hormoneller Disruptor wirkt.
4-tert-Butylphenol wurde 2014 von der EU gemäß der Verordnung (EG) Nr. 1907/2006 (REACH) im Rahmen der Stoffbewertung in den fortlaufenden Aktionsplan der Gemeinschaft (CoRAP) aufgenommen. Hierbei werden die Auswirkungen des Stoffs auf die menschliche Gesundheit bzw. die Umwelt neu bewertet und ggf. Folgemaßnahmen eingeleitet. Ursächlich für die Aufnahme von 4-tert-Butylphenol waren die Besorgnisse bezüglich hoher (aggregierter) Tonnage sowie als potentieller endokriner Disruptor. Die Neubewertung fand ab 2014 statt und wurde von Deutschland durchgeführt. Ein Abschlussbericht ist in Vorbereitung.